# Липень 2021
Липень 2021 — сьомий місяць 2021 року, що розпочався у четвер 1 липня та закінчився у суботу 31 липня.

## Події
- 1 липня
  - Словенія розпочала головування в Раді ЄС[1].
- 2 липня
  - На етапі «Діамантової ліги» в Осло дворазовий чемпіон світу норвежець Карстен Варгольм на вісім сотих секунди побив 29-річне досягнення Кевіна Янга — 46.78 с., пробігши дистанцію 400 метрів з бар'єрами за 46.70 с.[2]
- 4 липня
  - На філіппінському острові Холо зазнав авіакатастрофи літак С-130 ВПС Філіппін. Загинуло 53 людини, ще 51 отримала поранення.[3]
- 6 липня
  - Літак Ан-26 із 28 людьми на борту розбився, зіткнувшись з берегової скелею і повністю зруйнувався[4].
- 7 липня
  - У Петьон-Віллі під час нападу на резиденцію застрелили президента Гаїті Жовенеля Моїза та його дружину Мартіну Моїз[5].
  - «Тампа-Бей Лайтнінг» удруге поспіль здобула Кубку Стенлі, перемігши у фіналі «Монреаль Канадієнс»[6]
- 8 липня
  - Хокейний клуб «Тампа-Бей Лайтнінг» став переможцем Кубка Стенлі та сезону 2020—2021 НХЛ — у фіналі він переміг «Монреаль Канадієнс» і удруге поспіль виграв Кубок Стенлі[7].
- 9 липня
  - У Південно-Африканській Республіці розпочалися масові акції протести та безпорядки у відповідь на арешт колишнього президента країни Джейкоба Зуми. Унаслідок заворушень загинуло понад 100 людей.[8].
- 10 липня
  - Збірна Аргентини стала володарем Кубка Америки з футболу 2021 — у фіналі вона перемогла збірну Бразилії[9].
- 11 липня
  - На позачергових парламентських виборах в Молдові Партія «Дія і Солідарність», головою якої є президент країни Мая Санду, отримала 52,80 % голосів[10].
  - У столиці Куби Гавані спалахнули найбільші антиурядові демонстрації з часів протестів 1994 року. Приводом стало нормування продуктів харчування і медикаментів і їх нестача в країні[11].
  - Збірна Італії стала переможцем Чемпіонату Європи з футболу 2020 — у фіналі вона здолала збірну Англії[12].
  - Переможцями Вімблдона серед чоловіків став серб Новак Джокович, серед жінок — австралійка Ешлі Барті[13].
  - На Чемпіонаті Європи з легкої атлетики серед молоді в Бергені (Норвегія) найбільшу кількість нагород отримали спортсмени з Італії; українці здобули 2 золотих та 1 бронзову медалі.
  - Ракетоплан Unity компанії Virgin Galactic здійснив перший суборбітальний політ із пасажирами на борту — апарат досягнув висоти близько 90 км. Серед пасажирів — засновник компанії Річард Бренсон. Вважають, що політ відкриває нову еру космічного туризму.[14].
- 12 липня
  - Внаслідок проливних дощів, викликаних циклоном Бернд у країнах Європи сталася серія повеней. Кілька річкових басейнів вийшли з берегів, що призвело до численних руйнувань та людських жертв[15].
- 13 липня
  - В Іракському місті Ен-Насирія внаслідок пожежі[en] у відділенні для лікування пацієнтів з коронавірусом, загинуло 92 людини, ще 100 отримали поранення[16].
- 17 липня
  - «Золоту пальмову гілку» Каннського кінофестивалю 2021 року отримав фільм Джулії Дюкорно «Титан»[17].
- 18 липня
  - Удруге поспіль Тур де Франс виграє словенець Тадей Погачар[18].
  - На чемпіонаті Європи з легкої атлетики серед юніорів, що відбувся в Таллінні на стадіоні «Кадріорг», найбільшу кількість нагород завоювали атлети з Великої Британії.
- 20 липня
  - Космічний корабель New Shepard компанії Blue Origin (місія Blue Origin NS-16) здійснив суборбітальний космічний політ на 107 км над Землею. На борту корабля перебували 4 особи, серед них — американський мільярдер і засновник компанії Blue Origin Джефф Безос[19].
- 22 липня
  - США та Німеччина домовились про умови добудови газопроводу «Північний потік-2»[20].
  - У кінотеатрах України розпочалися покази українського художнього повнометражного фільму «Пульс», що був створений на основі реальної історії української паралімпійської чемпіонки Оксани Ботурчук[21]
- 23 липня
  - Збірна України взяла участь у церемонії відкриття Олімпійських ігор у Токіо, прапороносцями стали Олена Костевич та Богдан Нікішин[22]
- 27 липня
  - Ніцца стала об'єктом Світової спадщини ЮНЕСКО[23].
  - Український плавець Михайло Романчук встановив перший в історії олімпійський рекорд на дистанції 800 метрів вільним стилем[24]
- 28 липня
  - На півдні Туреччини, у провінції Анталія, розпочалися масові пожежі. Вогонь випалив понад 15 тис. км2[25].
- 29 липня
  - Настав День екологічного боргу 2021 року[26].